# Ipothalia femorata
Ipothalia femorata är en skalbaggsart som beskrevs av Francis Polkinghorne Pascoe 1867. Ipothalia femorata ingår i släktet Ipothalia och familjen långhorningar.
Artens utbredningsområde är Filippinerna. Inga underarter finns listade i Catalogue of Life.